# セミナリオ公園
セミナリオ公園（セミナリオこうえん、スペイン語: Parque Seminario）は、イグアナ公園（スペイン語: Parque de las Iguanas）とも呼ばれる、エクアドルのグアヤキルにある小さいが伝統ある公園であり、市民の憩いの場である。
セミナリオ公園はグアヤキル大聖堂（カテドラル）の正面に位置する。この公園は1920年、エクアドルの独立100周年を記念し、公式の大広場として造築された。

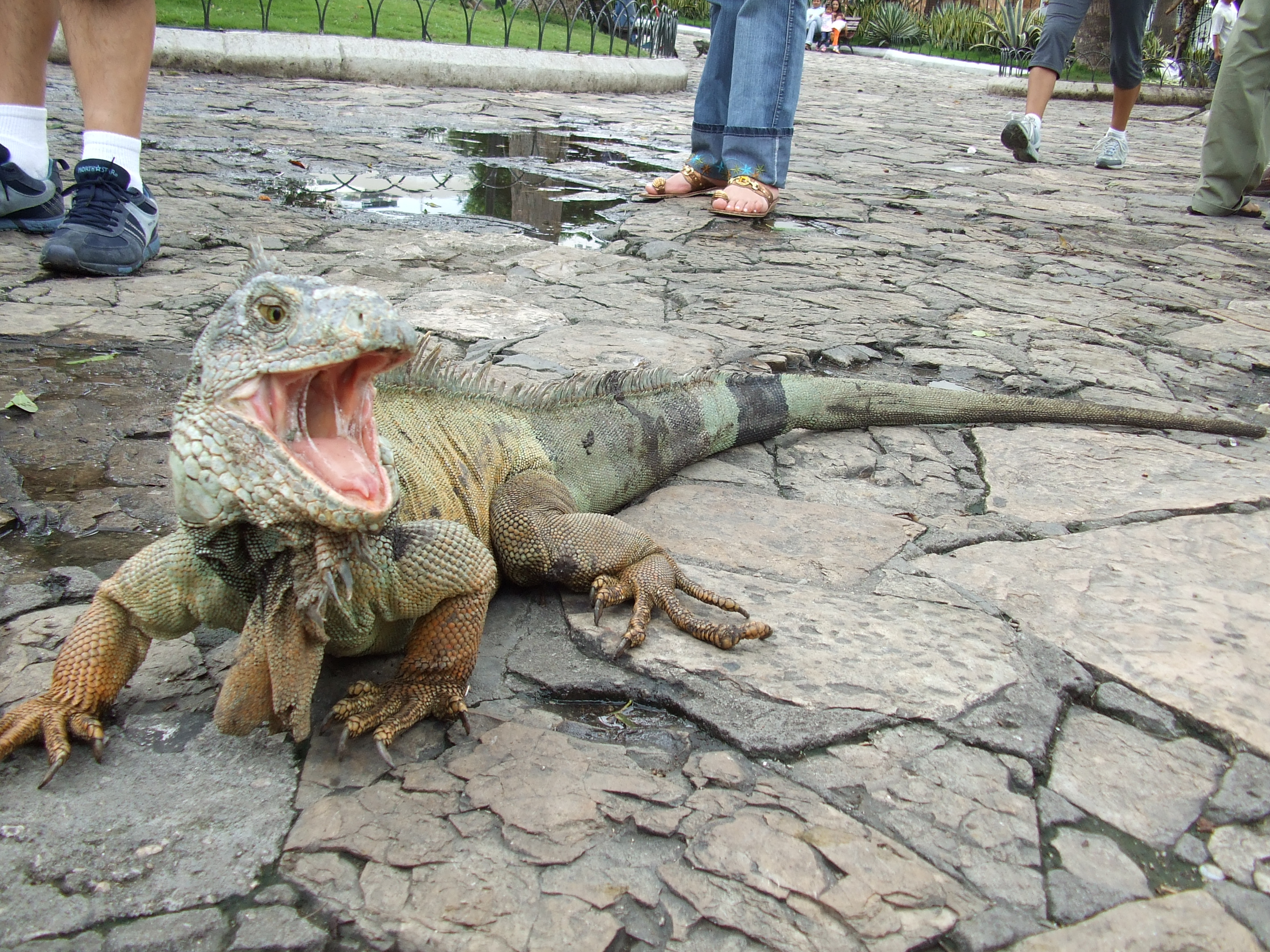
公園内のグリーンイグアナ

セミナリオ公園には、たくさんのグリーンイグアナが餌付けされている。またシモン・ボリバル の騎馬像もある。